# The Seeds of Death
A The Seeds of Death a Doctor Who sorozat 1969. január 25. és március 1. között vetítettek hat epizódban. Ebben a részben térnek vissza a Jégharcosok.

## Történet
A 21. századi Földön az utazást teljesen átvette a T-Mat nevű teleport rendszer. A rendszer azonban felmondja a szolgálatot, káoszt idézve elő. A T-Mat rendszer a Holdon van, amit lerohannak a Marsról való Jégharcosok. Mi több, egy olyan gombafajt akarnak a Földön elporlasztani, ami kivonná a levegőből az oxigént.

## Epizódok listája
| Epizód sorszáma | Bemutató napja    | Hossza | Nézők száma (millió) | Formátum     |
| --------------- | ----------------- | ------ | -------------------- | ------------ |
| 1               | 1969. január 25.  | 23:11  | 6,6                  | 16 mm t/r    |
| 2               | 1969. február 1.  | 24:16  | 6,8                  | 16 mm t/r    |
| 3               | 1969. február 8.  | 24:10  | 7,5                  | 16 mm t/r    |
| 4               | 1969. február 15. | 24:57  | 7,1                  | 16 mm t/r    |
| 5               | 1969. február 22. | 24:56  | 7,6                  | 16/35 mm t/r |
| 6               | 1969. március 1.  | 24:31  | 7,7                  | 16 mm t/r    |

## Könyvkiadás
A könyvváltozatát 1986 júliusában adták ki.

## Otthoni kiadás
- VHS-en 1985-ben adták ki, amin "omnibus" változatban lehetett végignézni.
- DVD-n 2003 februárjában adták ki.

### Fordítás
- Ez a szócikk részben vagy egészben  a   The Seeds of Death című angol Wikipédia-szócikk fordításán alapul.  Az eredeti cikk szerkesztőit annak laptörténete sorolja fel. Ez a jelzés csupán a megfogalmazás eredetét és a szerzői jogokat jelzi, nem szolgál a cikkben szereplő információk forrásmegjelöléseként.